# Liste d'orchestres de chambre
Cette liste recense les principaux orchestres de chambre. Un orchestre de chambre est un orchestre de 15 à 30 musiciens environ, mais ce n'est pas une règle absolue. 

## Allemagne
- Orchestre de chambre de Stuttgart, fondé en 1945 par Karl Münchinger, direction Matthias Foremny (de)
- Orchestre de chambre de Pforzheim, fondé en 1950 par Friedrich Tilegant[1], direction Sebastian Tewinkel
- Orchestre de chambre de Munich, fondé en 1950[1]
- Orchestre de chambre de la Sarre, fondé en 1953 et dissous en 1973
- Orchestre de chambre de Cologne, fondé en 1964[2]
- Deutsche Kammerphilharmonie, fondé en 1980, direction Paavo Järvi[3]

## Australie
- Australian Chamber Orchestra, fondé en 1975 par John Galloway Painter

## Autriche
- Orchestre de chambre de Vienne, fondé en 1946 par Franz Litschauer, direction Stefan Vladar
- Camerata de Salzbourg, fondé en 1952 par Bernhard Paumgartner[4], direction  Louis Langrée
- Klangforum Wien, fondé en 1985, spécialisé en musique contemporaine

## Belgique
- Orchestre de chambre de Wallonie, fondé en 1958 par Lola Bobesco, direction Augustin Dumay
- I Fiamminghi, fondé en 1977[5]
- Charlemagne Orchestra, fondé en 1996 et dirigé par Bartholomeus-Henri Van de Velde

## Bulgarie
- Orchestre de chambre de Sofia, fondé en 1962[5]

## Canada
- Orchestre classique de Montréal, fondé en 1939
- I Musici de Montréal, fondé en 1983

## Croatie
- Solistes de Zagreb, fondé en 1954[6]

## Espagne
- Orchestre de Cadaqués, fondé en 1988
- Orchestre de chambre de l'Empordà, fondé en 1989

## Estonie
- Orchestre de chambre de Tallinn, fondé en 1993

## États-Unis
- Orchestre de chambre de Saint Paul, fondé en 1959[7]
- Orchestre de chambre de Los Angeles, fondé en 1969[8]
- Orpheus Chamber Orchestra, fondé en 1972[9]

## Europe
- Mahler Chamber Orchestra, fondé en 1997[10]

## Finlande
- Orchestre de chambre d'Ostrobotnie, fondé en 1972[9]
- Tapiola Sinfonietta, fondé en 1987

## France
- Orchestre de chambre Paul Kuentz, fondé en 1951 par Paul Kuentz[11], direction Paul Kuentz
- Orchestre de chambre de l'ORTF, fondé en 1952 par Pierre Capdevielle[12]
- Orchestre de chambre de Versailles, fondé en 1952 par le violoniste Bernard Wahl
- Orchestre de chambre de Toulouse, fondé en 1953 par Louis Auriacombe[11], direction Gilles Colliard
- Orchestre de chambre Jean-François Paillard, fondé en 1953 par Jean-François Paillard[12]
- Les Solistes de Paris, fondé en 1964 par Henri-Claude Fantapié
- Ensemble instrumental La Follia, fondé en 1971
- Orchestre de chambre de Paris, fondé en 1978[12], direction Lars Vogt
- Orchestre national d’Auvergne, fondé en 1981[12], direction Roberto Forés Veses
- Orchestre régional de Normandie, fondé en 1982
- Orchestre de chambre Dionysos, fondé en 1992, direction Henri-Claude Fantapié et Jean-Philippe Dejussieu
- European Camerata, fondé en 1995, direction Laurent Quénelle
- Nouvel orchestre de chambre de Rouen, fondé en 1996 et dirigé par Joachim Leroux
- Orchestre de chambre de Lyon, fondé en 2013 par Vincent Balse
- Orchestre des Pays de Savoie, fondé en 1984.

## Hongrie
- Orchestre de chambre Franz Liszt, fondé en 1963[13]

## Israël
- Orchestre de chambre d'Israël, fondé en 1965 par Gary Bertini[14]

## Italie
- I Musici, fondé en 1952[14]
- Orchestra da Camera Italiana, fondé en 1998, direction Salvatore Accardo

## Japon
- Ensemble orchestral de Kanazawa, fondé en 1988[15]
- Ensemble de Tokyo, fondé en 2001

## Lituanie
- Orchestre de chambre de Lituanie, fondé en 1960[16]

## Luxembourg
- Orchestre de chambre du Luxembourg, fondé en 1974

## Pays-Bas
- Asko Ensemble, fondé en 1965, spécialisé en musique contemporaine

## Pologne
- Capella Cracoviensis, fondé en 1970[17]
- Orchestre de chambre de Pologne, fondé en 1972[18]

## Portugal
- Orchestre de chambre portugais, fondé en 2007

## République tchèque
- Orchestre de chambre tchèque, fondé en 1946[19]
- Orchestre de chambre de Prague, fondé en 1951[19]

## Roumanie
- Orchestre de chambre de la radio roumaine, fondé en 1957[20]
- Orchestre de chambre de Bucarest, fondé en 1969[19]

## Royaume-Uni
- English Chamber Orchestra, fondé en 1948[21], direction Ralf Gothóni
- London Mozart Players, fondé en 1949 par Harry Blech[22]
- Academy of St Martin in the Fields, fondé en 1958, direction Sir Neville Marriner
- London Sinfonietta, fondé en 1968[22], spécialisé en musique contemporaine
- Bournemouth Sinfonietta, fondé en 1968 et dissous en 1999[23]
- City of London Sinfonia, fondé en 1971
- Scottish Chamber Orchestra, fondé en 1974[24]

## Russie
- Orchestre de chambre de Moscou, fondé en 1956 par Roudolf Barchaï[20]
- Les Virtuoses de Moscou, fondé en 1979 par Vladimir Spivakov
- Camerata de Saint-Petersbourg, fondé en 1989[20]

## Slovaquie
- Orchestre de chambre slovaque, fondé en 1960[20]
- Orchestre de chambre d'État de Žilina, fondé en 1974
- Cappella istropolitana, fondé en 1983

## Suède
- Swedish Chamber Orchestra, fondé en 1995

## Suisse
- Orchestre de chambre de Bâle, fondé en 1926 par Paul Sacher, dissous en 1987[25]
- Orchestre de chambre de Lausanne, fondé en 1942 par Victor Desarzens[26], direction Christian Zacharias
- Orchestre de chambre de Zurich, fondé en 1945[25]
- Orchestre de chambre de Genève, fondé en 1958
- Camerata de Berne, fondé en 1962[27]

## Union européenne
- European Union Chamber Orchestra, fondé en 1981